# مارشال ألين
مارشال بلفورد ألين (بالإنجليزية: Marshall Allen)‏ (ولد في 25 مايو 1924) هو موسيقي أمريكي.

## روابط خارجية
- مارشال ألين على موقع ميوزك برينز (الإنجليزية)
- مارشال ألين على موقع أول ميوزيك (الإنجليزية)
- مارشال ألين على موقع ديسكوغز (الإنجليزية)